# Visual Basic for Applications

Biểu tượng của VBA

Visual Basic for Applications (VBA) là một sự bổ sung của Microsoft's Visual Basic, được xây dựng trong tất cả các ứng dụng Microsoft Office (bao gồm cả phiên bản cho hệ điều hành Mac OS), một số ứng dụng của Microsoft khác như Microsoft MapPoint và Microsoft Visio - một ứng dụng trước đây của Microsoft; ít nhất đã được bổ sung thành công trong những ứng dụng khác như AutoCAD, WordPerfect và ESRI ArcGIS. Nó đã được thay thế và mở rộng trên khả năng của ngôn ngữ macro đặc trưng như WordBasic của Word, và có thể được sử dụng để điều khiển hầu hết tất cả khía cạnh của ứng dụng chủ, kể cả vận dụng nét riêng biệt về giao diện người dùng như các menu và toolbar và làm việc với các hình thái hoặc hộp thoại tùy ý. VBA có thể được sử dụng để tạo ra các bộ lọc xuất nhập cho các định dạng tập tin khác nhau như ODF.
Như tên gọi của mình, VBA khá gần gũi với Visual Basic, nhưng nó chỉ có thể chạy trong ứng dụng chủ chứ không phải 1 chương trình độc lập. Nó có thể được dùng để điều khiển 1 ứng dụng từ 1 OLE tự động (ví dụ, tự động tạo một bản báo cáo bằng Word từ dữ liệu trong Excel).
VBA có nhiều khả năng và cực kì mềm dẻo nhưng nó có một số hạn chế quan trọng, bao gồm hỗ trợ hạn chế cho các hàm gọi lại. Nó có khả năng sử dụng (nhưng không tạo ra) các thư viện động, và các phân bản sau hỗ trợ cho các mô-đun lớp (class modules).

## Sử dụng
Hầu hết các sản phẩm phần mềm (Autodesk AutoCAD / Microsoft Office / Adobe Illustrator) trang bị một 'Kiểu đối tượng' cho môi trường Visual Basic cho phép người dùng tạo ra mọi thứ từ các macro nhỏ để biểu diễn yêu cầu lặp lại cho chương trình bao quát để thêm khả năng cho chương trình chủ.
Macros có thể được gắn vào một menu, nút nhấn hoặc bàn phím.

## Các ví dụ
Một công dụng phổ biến của VBA là thêm hàm vào giao diện ứng dụng chuẩn. Macro này chuẩn bị một shortcut để nhập ngày hiện tại trong Word:
```
Sub
 
NhapNgayHienTai
()

' NhapNgayHienTai Macro

' Macro recorded 15/03/2005 by UserName

' 

    
Selection
.
InsertDateTime
 
DateTimeFormat
:
=
"d-MMM-yy"
,
 
InsertAsField
:
=
False
,
 
_

         
DateLanguage
:
=
wdEnglishAUS
,
 
CalendarType
:
=
wdCalendarWestern
,
 
_

        
InsertAsFullWidth
:
=
False

End
 
Sub

```

VBA rất có ích trong việc tự động cập nhật dữ liệu qua một bảng:
```
Sub
 
LoopTableExample

    
Dim
 
db
 
As
 
DAO
.
Database

    
Dim
 
rs
 
As
 
DAO
.
Recordset

    
Set
 
db
 
=
 
CurrentDb

    
Set
 
rs
 
=
 
db
.
OpenRecordset
(
"SELECT * FROM tblMain"
)

    
Do
 
Until
 
rs
.
EOF

        
MsgBox
 
rs!FieldName

        
rs
.
MoveNext

    
Loop

    
Set
 
rs
 
=
 
Nothing

    
Set
 
db
 
=
 
Nothing

End
 
Sub

```

VBA có thể dùng để thêm hàm mới trong bảng tính Microsoft Excel:
```
' EX VBA

Public
 
Function
 
BusinessDayPrior
(
dt
 
As
 
Date
)
 
As
 
Date

    
Select
 
Case
 
Weekday
(
dt
,
 
vbMonday
)

        
Case
 
1

            
BusinessDayPrior
 
=
 
dt
 
-
 
3
     

        
Case
 
7

            
BusinessDayPrior
 
=
 
dt
 
-
 
2
     

        
Case
 
Else

            
BusinessDayPrior
 
=
 
dt
 
-
 
1
     

    
End
 
Select

End
 
Function

```

## Tương lai
Microsoft có kế hoạch thay thế VBA bằng Visual Studio Tools for Applications (VSTA), một bộ công cụ thay đổi ứng dụng có nền tảng.Net.
Tuy nhiên những kĩ thuật này vẫn đang được nghiên cứu, vì vậy ít nhất bộ Office 2007 vẫn sẽ dùng công nghệ VBA.